# Caroline Amalia de Augustenborg
Caroline Amalia de Schleswig-Holstein-Sonderburg-Augustenborg (n. 28 iunie 1796, Copenhaga, Danemarca – d. 9 martie 1881, Copenhaga, amtul Copenhaga⁠(d), Danemarca), a fost a doua soție a regelui Christian al VIII-lea al Danemarcei.

## Biografie

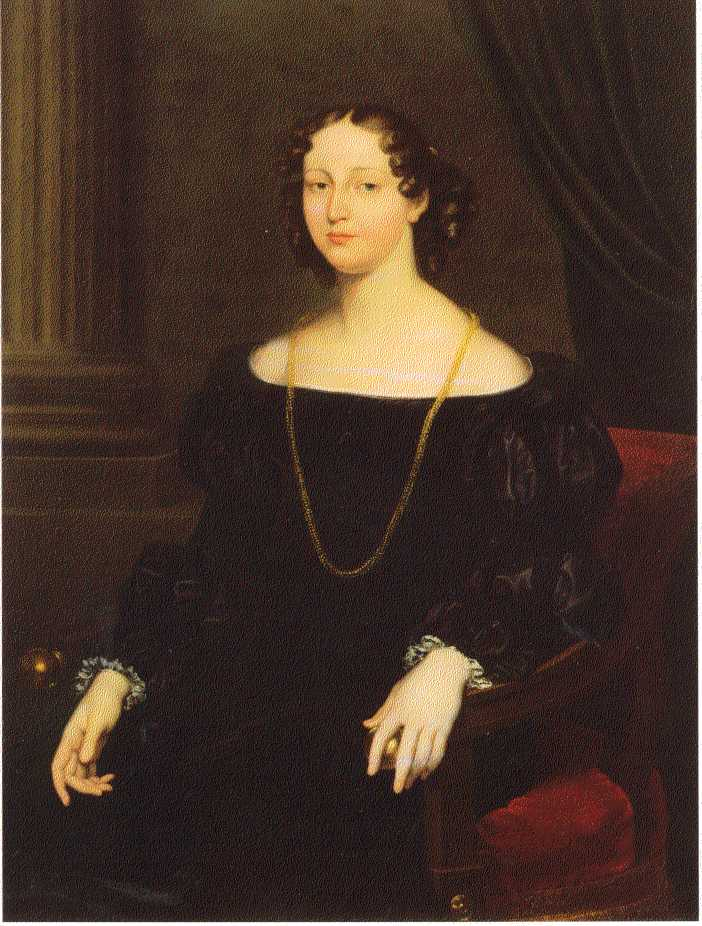
Portret al Carolinei Amalia, 1796.

Caroline Amalia a fost fiica Ducelui Frederic Christian al II-lea și a Prințesei Louise Auguste a Danemarcei, singura fiică a regelui Christian al VII-lea al Danemarcei și a soției lui, Caroline Matilda de Wales. S-a născut la Copenhaga și a trăit aici până în 1807 când s-a mutat cu familia la Augustenborg. 
A fost promisă moștenitorului tronului danez, viitorul Christian al VIII-lea, în 1814 și s-au căsătorit în 1815. Christian divorțase de prima sa soție, Charlotte Frederica de Mecklenburg-Schwerin de câțiva ani și tocmai se întorsese în Danemarca după abdicarea de pe tronul norvegian. Acest lucru însemna că el se putea dedica științelor, mai ales  mineralogiei și geologiei. Carolina Amalia era compozitoare și a scris numeroase piese pentru pian.
Acceptarea infidelității soțului ei a fost privită ca ceva potrivit și adecvat pentru o femeie din aceea epocă. 
Între 1816 și 1817, cuplul a trăit la Odense unde Christian a fost guvernator. Între 1818 și 1822, ea a întreprins numeroase călătorii prin Europa cu soțul ei.
În 1839, când regele Frederic al VI-lea a murit, Caroline Amalia a devenit regină a Danemarcei până în 1848.